# Sermiligaarsuk
Sermiligaarsuk är en fjord i Grönland (Kungariket Danmark).   Den ligger i kommunen Sermersooq, i den södra delen av Grönland, 300 km söder om huvudstaden Nuuk.